# Muaná
Muaná este un oraș în Pará (PA), Brazilia.